# Grozești (Nisporeni)
Grozeşti è un comune della Moldavia situato nel distretto di Nisporeni di 2.171 abitanti al censimento del 2004